# Rapisma tamilanum
Rapisma tamilanum is een insect uit de familie Ithonidae, die tot de orde netvleugeligen (Neuroptera) behoort. De soort komt voor in India.